# Liste der Bischöfe von Foligno
Die folgenden Personen waren Bischöfe des Bistums Foligno (mit Bischofssitz in Foligno, Italien):

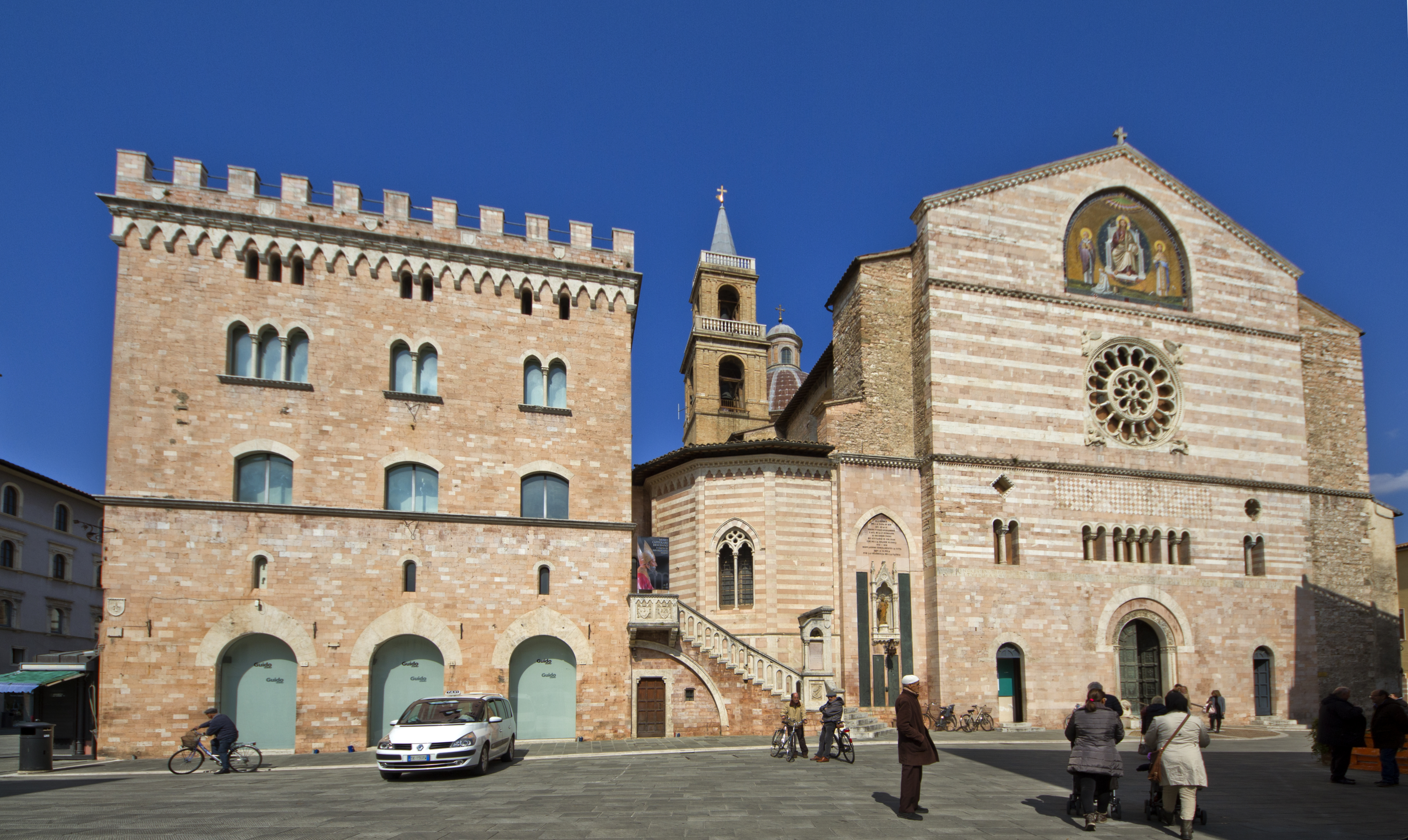
Kathedrale San Feliciano in Foligno

- Heiliger Crispoldo aus Gerusalemme (um 58)
- Heiliger Brizio (auch Bischof von Spoleto)
- Heiliger Feliciano I. (193–249) (erster nachgewiesener Bischof)
- ? (253–256)
- Feliciano II. (296–338)
- Paul (350)
- Urban (475–498)
- Fortunatus (498–504)
- Heiliger Vincenzo aus Laodicea (523–551)
- Heiliger Candido (590–602)
- Giacomo (602–642)
- Floro (676–700)
- Eusebius (740–760)
- Doroteo (830–850)
- Domenico (850–860)
- Argisio (861)
- Onofrio (870)
- Benedikt I. (987)
- Longino (995–1029)
- Berard (1029)
- Enrico (1031–1047)
- Sigemanno (1047)
- Azzo degli Atti (1049–1077)
- Heiliger Bonfiglio (1078–1094)
- Margante Marganti (1094–1098)
- Andreas (1099–1123)
- Marco (1123–1138)
- Benedikt II. (1138–1155)
- Anselm degli Atti (1155–1201)
- Gerardo (1201–1208)
- Egidio degli Atti (1208–1243)
- Berardo Merganti (1243–1264)
- Paperone de’ Paperoni (1265–1285) (auch Erzbischof von Spoleto)
- Berardo de Comitibus (1285–1296)
- Giacomo degli Anastasi (1296)
- Bartolomeo Caetani (1296–1304)
- Ermanno degli Anastasi (1304–1307)
- Bartolòmino Giuntoncini Sigisbuldi (1307–1326)
- Paolo III. Trinci (1326–1363)
- Rinaldo I. Trinci (1363–1364)
- Giovanni Angeletti (1364–1397)
- Onofrio I. Trinci (1397–1403)
- Federico Frezzi (1403–1416)
- Niccolò Ferragatti (1417–1421)
- Gaspare (1421–1423)
- Giacomo Berti (Elmi) (1423–1437)
- Rinaldo II. Trinci (1437–1439) (Elekt)
- Cristoforo Corfini Boscari (19. September 1439 bis 21. August 1444)
- Antonio Bolognini (September 1444 bis 1. Januar 1461)
- Bartolomeo Tonti (14. Januar 1461) (Apostolischer Administrator)
- Antonio Bettini (1461 bis 22. Oktober 1487)
- Francesco Rosa (22. November 1486 bis 3. März 1489)
- Luca Borsciani Cybo (3. März 1489 bis September 1522)
- Bernardino López de Carvajal, Kardinal (26. September 1522 bis 1523)
- Rodrigo Carvajal (4. Februar 1523 bis 1539)
- Fabio Vigili (9. September 1539 bis 22. September 1540)
- Blosio Palladio (4. November 1540 bis 27. Januar 1547), vescovo eletto
- Isidoro Clario (28. Januar 1547 bis 18. März 1555)
- Tambusio Ercole (1555)
- Sebastiano Portico (18. September 1555 bis 27. Februar 1556)
- Giovanni Angelo Kardinal de Medici (25. Juni 1556 bis 7. Mai 1557)
- Giovanni Antonio Kardinal Serbelloni (7. Mai 1557 bis 13. März 1560) (auch Bischof Novara)
- Clemente Kardinal d’Olera (13. März 1560 bis 1568)
- Tommaso Orfini (24. Januar 1568 bis 25. Januar 1576)
- Ippolito Bosco (30. Januar 1576 bis 27. Januar 1582)
- Troilo Boncompagni (9. April 1582 bis 17. März 1584)
- Costanzo Bargellini (13. April 1584 bis 29. Dezember 1585)
- Marcantonio Bizzoni (6. Januar 1586 bis 26. April 1606)
- Francesco II. Simonetta (17. Juli 1606 bis 1612)
- Porfirio Feliciani (2. April 1612 bis 2. Oktober 1634)
- Cristoforo II. Caetani (2. Oktober 1634 bis 12. Oktober 1642)
- Antonio III. Montecatini (Dezember 1642 bis 7. Januar 1668)
- Marcantonio II. Vicentini (1. April 1669 bis 1683)
- Giovanni Battista Pallotta (24. April 1684 bis 17. Januar 1698)
- Giulio Troili (15. September 1698 bis 6. Juli 1712)
- Dondazio Alessio Malvicini (1. August 1712 bis 17. Februar 1717)
- Giosafat Battistelli (1. Juli 1717 bis 31. Mai 1735)
- Francesco Maria Alberici (7. Juni 1735 bis 6. Dezember 1741)
- Mario Antonio Maffei (27. November 1741 bis 29. Mai 1777)
- Giuseppe Maria Morotti (16. Juli 1777 bis 18. Oktober 1777)
- Gaetano Giannini (15. Dezember 1777 bis 18. März 1785)
- Filippo Trenta (3. April 1785 bis 4. März 1795)
- Antonio Moscardini (1796–1818)
- Stanislao Lucchesi (1818–1830)
- Ignazio Giovanni Cadolini (1831–1832) (auch Erzbischof von Spoleto)
- Arcangelo Polidori (1834–1843)
- Nicola Belletti (1843–1864)
- Niccola Crispigni (oder Grispigni) (1867–1879)
- Vincenzo Serarcangeli (1879–1888)
- Federico Federici (1888–1892)
- Albino Angelo Pardini CRL (1893–1894)
- Carlo Bertuzzi (1895–1910)
- Giorgio Gusmini (1910–1914) (auch Erzbischof von Bologna)
- Carlo Sica (1915–1917)
- Stefano Corbini (1918–1946)
- Secondo Chiocca (1947–1955)
- Siro Silvestri (1955–1975)
- Giovanni Benedetti (1976–1992)
- Arduino Bertoldo (1992–2008)
- Gualtiero Sigismondi (2008–2020)
- Domenico Sorrentino (seit 2021, Vereinigung in persona episcopi mit dem Bistum Assisi-Nocera Umbra-Gualdo Tadino)